# Rob Deering
Rob Deering (* 1972) ist ein englischer Komiker, Radiomoderator, Musiker und Autor.

## Leben
Deering wuchs in London und Oxfordshire auf. Er lebt mit seiner Frau Julia und ihren zwei Kindern in London. (Seite nicht mehr abrufbar, festgestellt im September 2022. Suche in Webarchiven)Deering ist passionierter Läufer und schloss bereits acht Marathons ab, darunter fünfmal den London-Marathon. Er sammelte durch sein Engagement bereits über 100.000 £ für Parkinson’s UK.

## Karriere
Deering war Moderator und Autor der Serie Out to Lunch (Unterwegs zum Mittagessen) im Sender BBC Radio 2. Des Weiteren moderierte er 99 Things to Do Before You Die (99 Dinge, die du tun solltest, bevor du stirbst) im Sender Channel 5. 2007 gewann er die Quizsendung The Weakest Link. 1997 hatte er einen Auftritt auf Channel 4 in der Quizshow Fifteen to One. Er gewann eine Ausgabe Celebrity Mastermind mit 27 Punkten, die am 28. Dezember 2014 ausgestrahlt wurde. Weitere Gastauftritte hatte er in Banter, 4 at the Fringe (BBC Radio 4) und Jammin (BBC Radio 2). Als Komiker war er Gastmoderator bei Jason Manfords Show Comedy Rocks. Er war Teil des Projekts Laughing for a Change (Lachen für eine Veränderung/Verbesserung) im Jahr 2014, das Aufmerksamkeit für mentale Gesundheit mittels einer Comedy-Tour schaffen wollte. Dabei war er mit Barbara Nice und Seymour Mace auf der Bühne. Das Projekt erfuhr Unterstützung durch die Initiative Time to Change.
Deering betreibt zusammen mit dem Komiker und Läufer Paul Tonkinson den Podcast Running Commentary, der sich um den Laufsport dreht. Aus diesem Podcastprojekt ging ein Buch 'Running Tracks: The playlist and places that made me a runner' (Strecken laufen: Die Playlists und Orte, die mich zum Läufer machten) hervor.